# К. Со Р. Скаљиола (Кунео)
К. Со Р. Скаљиола је насеље у Италији у округу Кунео, региону Пијемонт.
Према процени из 2011. у насељу је живело 1 становника. Насеље се налази на надморској висини од 208 м.